# إل مونتي (كاليفورنيا)
إل مونتي (بالإنجليزية: El Monte)‏ هي إحدى مدن مقاطعة لوس أنجليس، كاليفورنيا. تم إعطاءها لقب مدينة في 18 نوفمبر، 1912.

## التركيبة السكانية
حدّد مكتب تعداد الولايات المتحدة بيانات التركيبة السكانية لإل مونتي في تعداد الولايات المتحدة. في ما يلي، التركيبة السكانية حسب تعدادي 2000 و2010.

### تعداد عام 2000
بلغ عدد سكان إل مونتي 115,965 نسمة بحسب تعداد عام 2000، وبلغ عدد الأسر 27,034 أسرة وعدد العائلات 22,995 عائلة مقيمة في المدينة. في حين سجلت الكثافة السكانية 4,640.5 نسمة لكل كيلومتر مربع (12,018.8/ميل2). وبلغ عدد الوحدات السكنية 27,758 وحدة بمتوسط كثافة قدره 1,110.8 لكل كيلومتر مربع (2,877.0/ميل2).
وتوزع التركيب العرقي للمدينة بنسبة 35.67% من البيض و0.77% من الأمريكيين الأفارقة و1.38% من الأمريكيين الأصليين و18.51% من الأمريكيين ذوي الأصول الآسيوية و0.12% من سكان جزر المحيط الهادئ و39.27% من الأعراق الأخرى و4.29% من عرقين مختلطين أو أكثر و72.39% من الهسبانيون أو اللاتينيون من أي عرق.
بلغ عدد الأسر 27,034 أسرة كانت نسبة 61.4% منها لديها أطفال تحت سن الثامنة عشر تعيش معهم، وبلغت نسبة الأزواج القاطنين مع بعضهم البعض 57% من أصل المجموع الكلي للأسر، ونسبة 18.5% من الأسر كان لديها معيلات من الإناث دون وجود شريك، بينما كانت نسبة 9.6% من الأسر لديها معيلون من الذكور دون وجود شريكة وكانت نسبة 14.9% من غير العائلات. تألفت نسبة 10.9% من أصل جميع الأسر من عدة أفراد يعيشون في نفس المنزل ونسبة 4.9% كانت تتألف من شخص يعيش بمفرده يبلغ من العمر 65 عاماً أو أكثر. وبلغ متوسط حجم الأسرة المعيشية 4.24، أما متوسط حجم العائلات فبلغ 4.43.
بلغ العمر الوسطي للسكان 27.1 عاماً. وكانت نسبة 33.9% من القاطنين تحت سن الثامنة عشر، وكانت نسبة 12.1% بين الثامنة عشر والرابعة والعشرين عاماً، ونسبة 31.3% كانت واقعةً في الفئة العمرية ما بين الخامسة والعشرين والرابعة والأربعين عاماً، ونسبة 15.2% كانت ما بين الخامسة والأربعين والرابعة والستين، ونسبة 6.4% كانت ضمن فئة الخامسة والستين عاماً فما فوق. يوجد لكل 100 أنثى 101.9 ذكر، ويوجد لكل 100 أنثى في الثامنة عشر من عمرها فما فوق 100.9 ذكر.
بلغ متوسط دخل الأسرة في المدينة 32,439 دولارًا، أما متوسط دخل العائلة فبلغ 32,402 دولارًا. وكان متوسط دخل الذكور 21,789 دولارًا مقابل 19,818 دولارًا للإناث. وسجل دخل الفرد الخاص بالمدينة 10,316 دولارًا. وكانت نسبة 22.5% من العائلات ونسبة 26.1% من السكان تحت خط الفقر، وكان من هؤلاء نسبة 34.3% تحت سن الثامنة عشر ونسبة 13.3% في الخامسة والستين من العمر وما فوق.

### تعداد عام 2010
بلغ عدد سكان إل مونتي 113,475 نسمة بحسب تعداد عام 2010، وبلغ عدد الأسر 27,814 أسرة وعدد العائلات 23,347 عائلة مقيمة في المدينة. في حين سجلت الكثافة السكانية 4,540.8 نسمة لكل كيلومتر مربع (11,760.6/ميل2). وبلغ عدد الوحدات السكنية 29,069 وحدة بمتوسط كثافة قدره 1,163.2 لكل كيلومتر مربع (3,012.7/ميل2).
وتوزع التركيب العرقي للمدينة بنسبة 38.83% من البيض و0.77% من الأمريكيين الأفارقة و0.95% من الأمريكيين الأصليين و25.12% من الأمريكيين ذوي الأصول الآسيوية و0.12% من سكان جزر المحيط الهادئ و31.02% من الأعراق الأخرى و3.19% من عرقين مختلطين أو أكثر و69.02% من الهسبانيون أو اللاتينيون من أي عرق.
بلغ عدد الأسر 27,814 أسرة كانت نسبة 52.3% منها لديها أطفال تحت سن الثامنة عشر تعيش معهم، وبلغت نسبة الأزواج القاطنين مع بعضهم البعض 54.2% من أصل المجموع الكلي للأسر، ونسبة 19% من الأسر كان لديها معيلات من الإناث دون وجود شريك، بينما كانت نسبة 10.6% من الأسر لديها معيلون من الذكور دون وجود شريكة وكانت نسبة 16.1% من غير العائلات. تألفت نسبة 11.3% من أصل جميع الأسر من عدة أفراد يعيشون في نفس المنزل ونسبة 5.5% كانت تتألف من شخص يعيش بمفرده يبلغ من العمر 65 عاماً أو أكثر. وبلغ متوسط حجم الأسرة المعيشية 4.04، أما متوسط حجم العائلات فبلغ 4.23.
بلغ العمر الوسطي للسكان 31.6 عاماً. وكانت نسبة 28.4% من القاطنين تحت سن الثامنة عشر، وكانت نسبة 11.3% بين الثامنة عشر والرابعة والعشرين عاماً، ونسبة 29.3% كانت واقعةً في الفئة العمرية ما بين الخامسة والعشرين والرابعة والأربعين عاماً، ونسبة 21.6% كانت ما بين الخامسة والأربعين والرابعة والستين، ونسبة 9.3% كانت ضمن فئة الخامسة والستين عاماً فما فوق. وتوزع التركيب الجنسي للسكان بنسبة 50.2% ذكور و49.8% إناث.

## المناخ
يظهر الجدول التالي التغييرات المناخية على مدار السنة لإل مونتي:
| البيانات المناخية لـإل مونتي      | البيانات المناخية لـإل مونتي | البيانات المناخية لـإل مونتي | البيانات المناخية لـإل مونتي | البيانات المناخية لـإل مونتي | البيانات المناخية لـإل مونتي | البيانات المناخية لـإل مونتي | البيانات المناخية لـإل مونتي | البيانات المناخية لـإل مونتي | البيانات المناخية لـإل مونتي | البيانات المناخية لـإل مونتي | البيانات المناخية لـإل مونتي | البيانات المناخية لـإل مونتي | البيانات المناخية لـإل مونتي |
| الشهر                             | يناير                        | فبراير                       | مارس                         | أبريل                        | مايو                         | يونيو                        | يوليو                        | أغسطس                        | سبتمبر                       | أكتوبر                       | نوفمبر                       | ديسمبر                       | المعدل السنوي                |
| --------------------------------- | ---------------------------- | ---------------------------- | ---------------------------- | ---------------------------- | ---------------------------- | ---------------------------- | ---------------------------- | ---------------------------- | ---------------------------- | ---------------------------- | ---------------------------- | ---------------------------- | ---------------------------- |
| متوسط درجة الحرارة الكبرى °ف (°م) | 67 (19)                      | 68 (20)                      | 70 (21)                      | 73 (23)                      | 76 (24)                      | 80 (27)                      | 85 (29)                      | 87 (31)                      | 85 (29)                      | 79 (26)                      | 73 (23)                      | 67 (19)                      | 76 (24)                      |
| متوسط درجة الحرارة الصغرى °ف (°م) | 45 (7)                       | 47 (8)                       | 50 (10)                      | 53 (12)                      | 57 (14)                      | 61 (16)                      | 65 (18)                      | 65 (18)                      | 63 (17)                      | 57 (14)                      | 49 (9)                       | 44 (7)                       | 55 (13)                      |
| الهطول إنش (مم)                   | 3.68 (93)                    | 4.66 (118)                   | 3.00 (76)                    | 1.10 (28)                    | .38 (9.7)                    | .15 (3.8)                    | .04 (1.0)                    | .07 (1.8)                    | .33 (8.4)                    | .78 (20)                     | 1.45 (37)                    | 2.42 (61)                    | 18.06 (459)                  |
| المصدر:                           |                              |                              |                              |                              |                              |                              |                              |                              |                              |                              |                              |                              |                              |

## أعلام
- سكاتمان جون
- تشارلز ويجنز
- روجر هرنانديز
- غلين كوربيت
- فيليب رودريغيز
- بيل شوستر
- جريف بارنيت